# گای رزانماسی
گای رزانماسی (انگلیسی: Guy Razanamasy; ۱۹ دسامبر ۱۹۲۸ – ۱۸ مهٔ ۲۰۱۱) سیاست‌مدار اهل ماداگاسکار بود. وی از ۸ اوت ۱۹۹۱ تا ۹ اوت ۱۹۹۳ نخست‌وزیر این کشور بود.
گای رزانماسی در ۱۸ مه ۲۰۱۱، در سن ۸۲ سالگی درگذشت.